# Aleja Wielkopolska w Poznaniu
Aleja Wielkopolska – ulica na Sołaczu w Poznaniu, zlokalizowana pomiędzy ul. Kazimierza Pułaskiego na wschodzie, a ul. Nad Wierzbakiem na zachodzie. Prawie na całej długości stanowi zabytkową aleję starych kasztanowców. Ulica w obecnej formie, związana jest z powstaniem w początkach XX wieku kolonii willowej na Sołaczu, zaprojektowanej przez Josepha Stübbena. 

## Charakterystyka

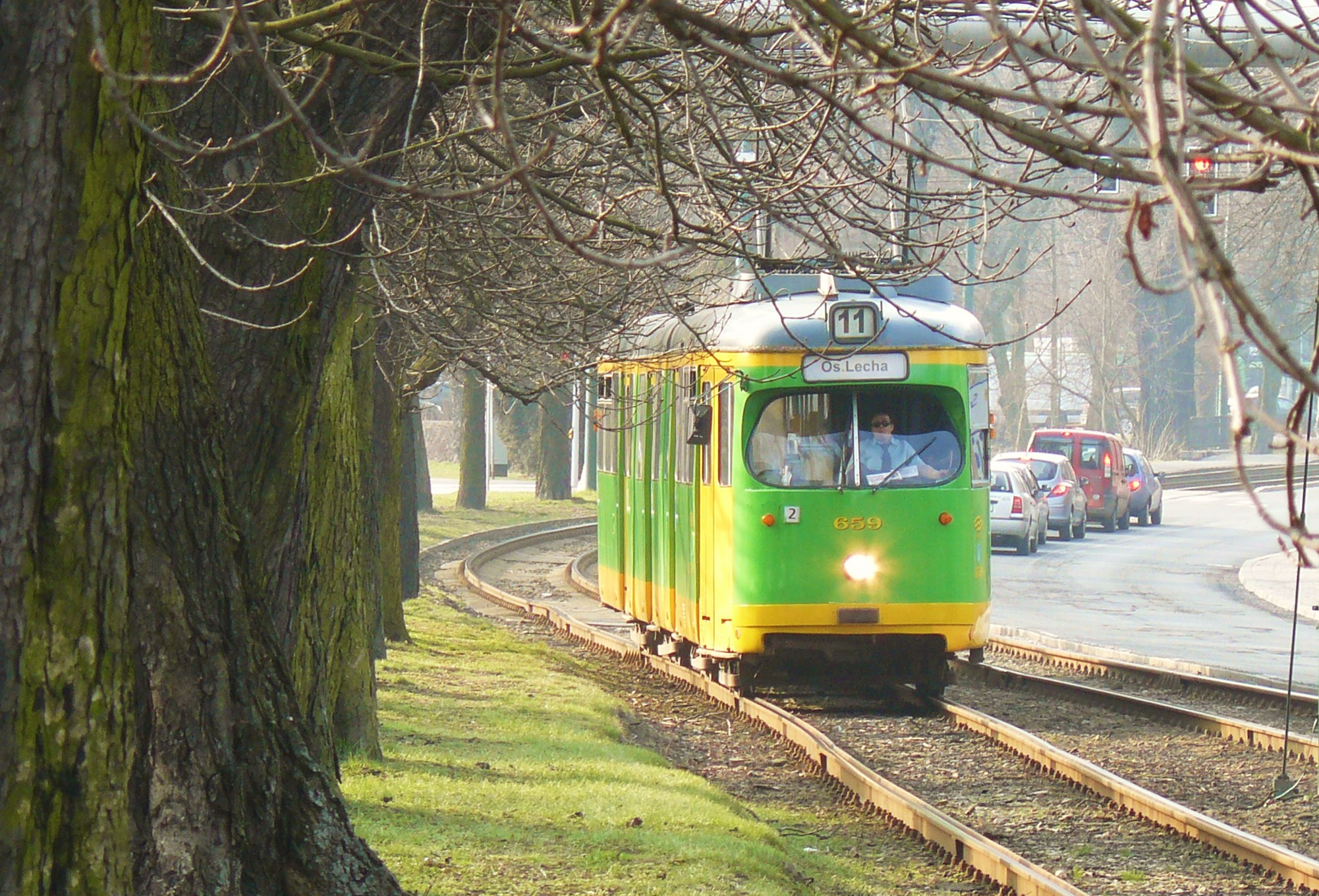
Tramwaj typu Düwag GT8 w rejonie Parku Wodziczki

Ulica składa się z dwóch jezdni, pomiędzy którymi znajduje się ciąg pieszy, otoczony z obu stron przez szpalery kasztanowców. Pomiędzy aleją pieszą a północną jezdnią przebiega linia tramwajowa w kierunku pętli Piątkowska (od 1913 – wtedy tylko do Sołacza). W zachodniej części układ ten dopełnia jeszcze droga rowerowa, odchodząca potem do Parku Adama Wodziczki. W tym samym rejonie, pod północną jezdnią i linią tramwajową, przepływa Bogdanka. 
25 marca 1945 rozegrano tutaj pierwszą masową imprezę biegową po II wojnie światowej – bieg przełajowy na 2200 metrów (Aleja Wielkopolska – Małopolska – Śląska – Nad Wierzbakiem – Aleja Wielkopolska). Startowało 80 zawodników w wieku od 16 do 45 lat. Zwycięzcą był Henryk Baranowski z Junikowa (czas 7.41,5).
Ważniejsze obiekty, zlokalizowane przy Alei Wielkopolskiej to (od zachodu): osiedle z okresu II wojny światowej, Park Wodziczki, Salon Muzyczny-Muzeum Feliksa Nowowiejskiego, estakada PST oraz siedziba firmy jubilerskiej W. Kruk z wyeksponowaną zabytkową prasą jubilerską w ogrodzie od strony Alei. Zabudowa Alei to przede wszystkim wille z różnych epok i w różnych stylach architektonicznych. Do zabytkowych należą budynki pod numerami: 2, 4, 6, 7 (Willa Hala), 8, 10, 11, 12, 13, 14, 19, 27, 29, 30, 32, 33, 34, 35/37, 39, 40, 43, 45, 49 (najmłodszy, z 1945), 51, 53 i 67. 
Na domu pod numerem 11, w którym mieszkał Feliks Nowowiejski, wisi tablica pamiątkowa, odsłonięta 23 listopada 2010, w stulecie powstania i prawykonania Roty, do którego to wiersza Nowowiejski napisał muzykę. Autorem projektu tablicy był prof. Józef Stasiński, a fundatorem firma Agrobex. W odsłonięciu uczestniczył Jan Nowowiejski – syn Feliksa, muzyk. W tym samym budynku mieści się Salon Muzyczny-Muzeum Feliksa Nowowiejskiego.
Przedłużeniem Alei Wielkopolskiej na zachód jest ul. Małopolska. Na południe natomiast odchodzi m.in. ul. Klin o bardzo nietypowym przebiegu. Nazwa ulicy wpisuje się w toponimię tej części miasta, związaną z nazwami krain geograficznych Polski.